# 腸病毒71型
腸病毒71型（Enterovirus 71，EV71）是腸病毒的一種，多見於東南亞地區的夏季期間，主要病徵是手足口病的一系列徵狀，包括發燒、食慾不振、喉嚨痛及口腔潰瘍等。也可能導致神經感染。
EV71腸病毒於1969年在美國加州首度被發現，並曾於1990年代在中國大陆、台灣、保加利亞、匈牙利和馬來西亞大規模爆發。腸病毒71型自1970年代開始有逐漸增加的傾向。